# NeedLe/ステラ
「needLe/ステラ」（ニードル/ステラ）は、スマホゲーム『プロジェクトセカイ カラフルステージ! feat. 初音ミク』のユニット「Leo/need」1stシングル

## 収録曲
1. needLe [3:47]
歌：Leo/need × 初音ミク
作詞・作曲：DECO*27　編曲：Rockwell
2. ステラ [5:25]
歌：Leo/need × 初音ミク
作詞・作曲・編曲：じん
3. needLe (instrumental)
4. ステラ (instrumental)

## 関連リンク
- プロジェクトセカイ カラフルステージ! feat. 初音ミク